# Загонетни врисак (представа)
Загонетни врисак је позоришна представа коју је режирао Михаило Тошић према делу Мими Поповић.
Техничко вођство представе радиио је Јован Ристић.
Премијерно приказивање било је 10. јануара 1963. у позоришту ДАДОВ.

## Улоге
| Лица | Глумци           |
| ---- | ---------------- |
| Она  | Надежда Петровић |
| Он   | Момчило Баљак    |